# Stadio de Pituaçu
Lo Stadio Governador Roberto Santos, comunemente noto come Stadio de Pituaçu,  è un impianto polivalente situato a Salvador, nello stato brasiliano di Bahia. L'impianto ha una capienza 32.157 spettatori.

## Storia
Lo stadio è stato inaugurato nel 1979, inaugurato con un match tra Bahia e Fluminense, vinto dalla squadra di casa per 2-0. È stato intitolato all'ex governatore dello stato di Bahia Roberto Santos. Ristrutturato nel 2009, ha ospitato le gare interne del Bahia tra il 2009 e il 2013, anno di apertura dell'Arena Fonte Nova.